# Ellopott siker (film)
Az Ellopott siker (Morvern Callar) egy 2002-es angol filmdráma, amelyet Lynne Ramsay rendezett. A film alapjául Alan Warner skót író azonos című regénye szolgált.

## Cselekménye
|  | Alább a cselekmény részletei következnek! |

A film főhőse egy fiatal lány, Morvern Callar, akinek karácsonykor öngyilkos lesz a barátja. A fiú búcsúlevelében arra biztatja, hogy költse el a pénzét, valamint jelentesse meg az általa írt regényt a saját nevén. Morvern, aki egy áruházban dolgozik egy skóciai kisvárosban, barátnőjével, Lannával féktelen bulizásba kezd, és azt hazudja, fiúja elhagyta. Később barátja holttestét feldarabolja, és elássa, a végakaratnak megfelelően pedig saját nevén küldi el a kéziratot egy kiadóhoz.  A fiú pénzéből Lannával Spanyolországba utazik, ahol buliznak, isznak, drogoznak, ismerkednek, szexelnek. Morvern és Lanna egy kis spanyol faluba utazik tovább, ahol azonban elválnak, mert Lanna vissza akar utazni a tengerpartra. Morvern találkozik a kiadó embereivel, akik szeretnék kiadni a regényt, és százezer fontot fizetnek a jogokért. A lány visszautazik Skóciába, és elhatározza, hogy elhagyja hazáját. Megpróbálja Lannát magával csalni, de a lány elégedett az életével, és marad.
|  | Itt a vége a cselekmény részletezésének! |

## Szereposztás
| Szereplő | Színész            |
| -------- | ------------------ |
| Morvern  | Samantha Morton    |
| Lanna    | Kathleen McDermott |

## Díjak
- British Academy of Film and Television Arts (2002)
  - díj: BAFTA Skócia-díj Kathleen McDermottnak
- Cannes-i filmfesztivál (2002)
  - díj: Ifjúsági-díj
- British Independent Film Award (2002)
  - díj: Legjobb női főszereplő-díj Samantha Mortonnak

## Filmzenék
1. Can – I Want More
2. Aphex Twin – Goon Gumpas
3. Boards Of Canada – Everything You Do Is A Balloon
4. Can – Spoon
5. Stereolab – Blue Milk
6. The Velvet Underground – I'm Sticking With You
7. Broadcast – You Can Fall
8. Gamelan – Drumming
9. Holger Czukay – Cool In The Pool
10. Lee „Scratch” Perry  – Hold Of Death
11. Nancy Sinatra and Lee Hazlewood – Some Velvet Morning
12. Ween – Japanese Cowboy
13. Holger Czukay – Fragrance
14. Aphex Twin – Nannou
15. Taraf de Haïdouks – Cînd eram la '48